# Епархия Гераклеополя
Епархия Гераклеополя (лат. Dioecesis Heracleopolitana) — титулярная епархия Римско-Католической церкви.
Названа так по бывшей Гераклеопольской епархии Александрийского патриархата.

## История
Античный город Гераклеополь, который сегодня идентифицируется с археологическими раскопками «Henassiyeh-El-Medineh» в Египте, находился в  провинции Аркадия Византийского Египта и в первые века христианства был центром одноимённой епархии, которая входила в митрополию Оксиринха Александрийского патриархата. Эта епархия прекратила своё существование в VII веке после арабского завоевания Северной Африки.
С 1946 года епархия Гераклеополя является титулярной епархией Римско-Католической церкви.

## Православные Епископы
- епископ Петр (упоминается в 325 году)
- епископ Ираклий (431—449)
- епископ Авраам (V век)
- епископ Павел (упоминается в 534 году)
- епископ Серен (VI век)
- епископ Диоскор

## Католические титулярные епископы
- епископ Павел Мелетьев (26.10.1946 — 19.05.1962);
- епископ Поль-Пьер Филипп (28.08.1962 — 5.03.1973) — назначен кардиналом-священником с титулом pro hac vice S. Pio V a Villa Carpegna.
- вакансия с 1973 года.

## Источник
- Annuario Pontificio, Libreria Editrice Vaticana, Città del Vaticano, 2003, стр. 814, ISBN 88-209-7422-3
- Pius Bonifacius Gams, Series episcoporum Ecclesiae Catholicae, Leipzig 1931, стр. 461  (лат.)
- Michel Lequien, Oriens christianus in quatuor Patriarchatus digestus, Parigi 1740, Tomo II, coll. 579—582  (лат.)
- Klaas A. Worp, A Checklist of Bishops in Byzantine Egypt (A.D. 325 — c. 750), in Zeitschrift für Papyrologie und Epigraphik 100 (1994) 283—318